# Anii 1270
Secole: Secolul al XII-lea - Secolul al XIII-lea - Secolul al XIV-lea
Decenii: Anii 1220 Anii 1230 Anii 1240 Anii 1250 Anii 1260 - Anii 1270 - Anii 1280 Anii 1290 Anii 1300 Anii 1310 Anii 1320
Ani: 1270 1271 1272 1273 1274 1275 1276 1277 1278 1279